# Чореф, Михаил Яковлевич
Михаи́л Я́ковлевич Чоре́ф (укр. Михайло Якович Чореф; 21 октября 1932, Симферополь — 13 мая 1999, Симферополь) — советский и украинский археолог, педагог, историк и краевед, автор десятков публикаций, в основном по археологии и истории позднеантичного и средневекового Крыма. Его работы до сих пор востребованы современными археологами, историками и краеведами.

## Биография

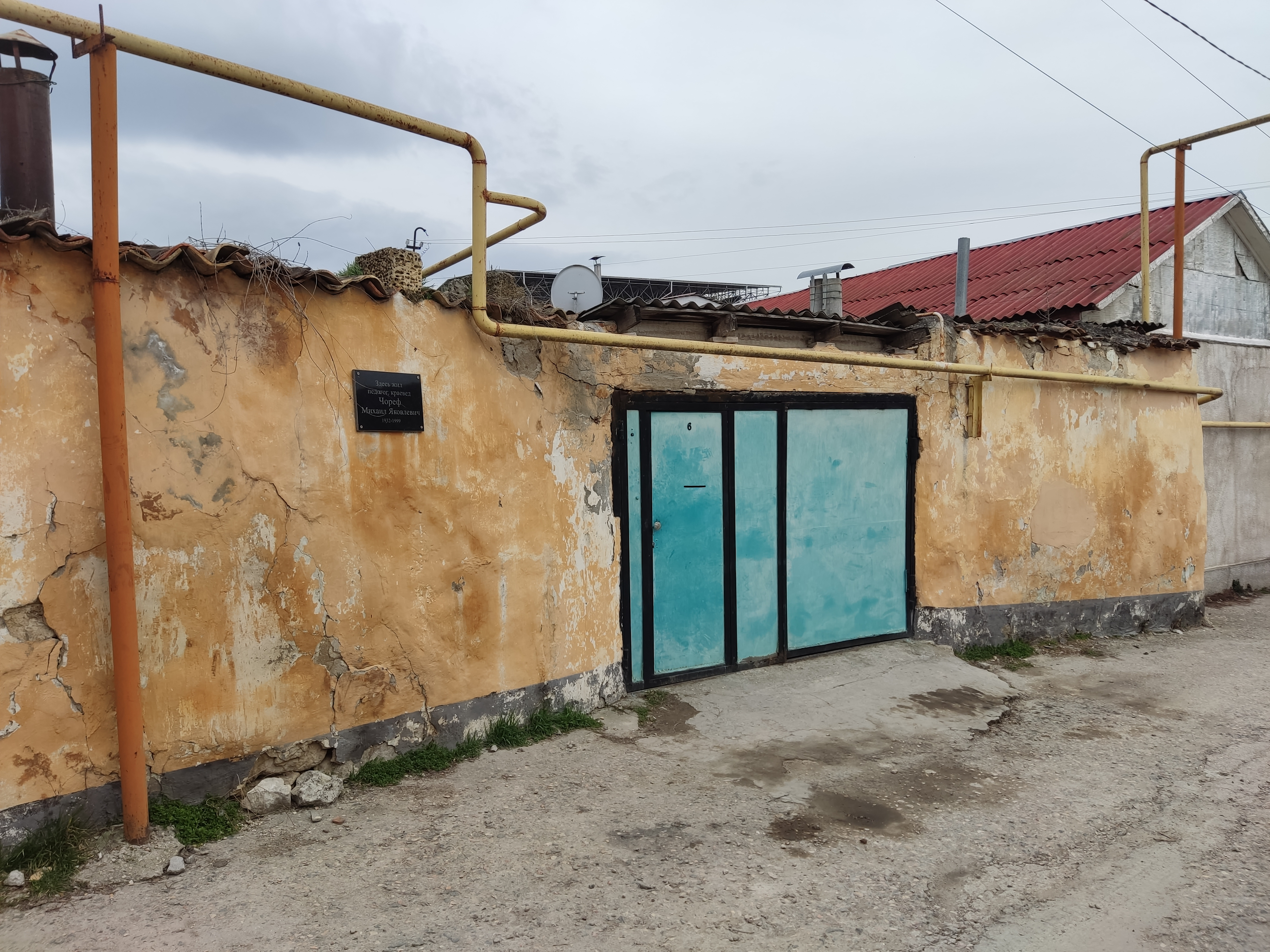
Дом в Бахчисарае, где жил Чореф

Родился 21 октября 1932 года в Симферополе в караимской семье. Отец — Яков Самойлович Чореф (1896, Евпатория — 1976), агроном, ветеран Великой Отечественной войны. Мать — школьный учитель Анна Моисеевна Кушуль. Вскоре после рождения сына семья переехала на Кубань, где и встретила войну. В эвакуации жили в Дагестане и Азербайджане. По окончании войны завершил обучение в средней школе. В 1951—1955 годах учился в Крымском педагогическом институте по специальности «физика и математика». После окончания вуза проходил срочную службу в армии. Уволившись в запас, работал в средней школе учителем физики и математики, стал завучем. В 1966 году по совету своего учителя и друга Е. В. Веймарна поступил на исторический факультет Крымского педагогического института, который заочно окончил в 1971 году. Во время учёбы в 1969 году устроился на работу в Бахчисарайский историко-археологический музей, стал заведующим отделом «пещерных городов». В 1969—1976 годах на Чуфут-Кале проводились эпизодические раскопки под руководством М. Я. Чорефа. В 1979 году был вынужден уйти из музея. Состоял членом президиума правления Бахчисарайской организации Общества охраны памятников истории и культуры.

В предисловии к книге М. Я. Чорефа «Крымские караимы» М. М. Казас писал: 
М. Я. Чореф отдал многие годы изучению истории караимов и их родового гнезда — города Чуфут-Кале. Нам представляется, что автор — последний из караимов, кто имеет максимальную информацию об истории этого города, окружающей его местности и кладбище, имеющем тысячелетнюю историю.
М. Я. Чореф был одним из авторов «Караимской народной энциклопедии» и издававшейся в Москве газеты «Караимские вести», на страницах которой проявил себя как поэт. Собрал ценную нумизматическую и археологическую коллекцию с рядом предметов, имеющих отношение к жизни караимов в Крыму.
Умер 13 мая 1999 года в Симферополе.

## Семья
Был женат на еврейке. Дети:
- Михаил Михайлович Чореф (род. 1973) — историк, нумизмат и археолог. Кандидат исторических наук (2013; тема диссертации: «История византийской Таврики по данным нумизматики»; научный руководитель — д. и. н., профессор А. Г. Еманов[9][10]). По его мнению, М. Я. Чореф был сторонником теории еврейского происхождения крымских караимов, поддерживал тесные контакты с учёными, изучающими историю и культуру этого этноса, (Д. Шапира, М. Эзра, Н. В. Кашовская). Однако в своих работах по этому вопросу был вынужден учитывать точку зрения лидеров местной караимской общины, хотя и считал её ошибочной.
- Евгения Михайловна Чореф[3].

## Память

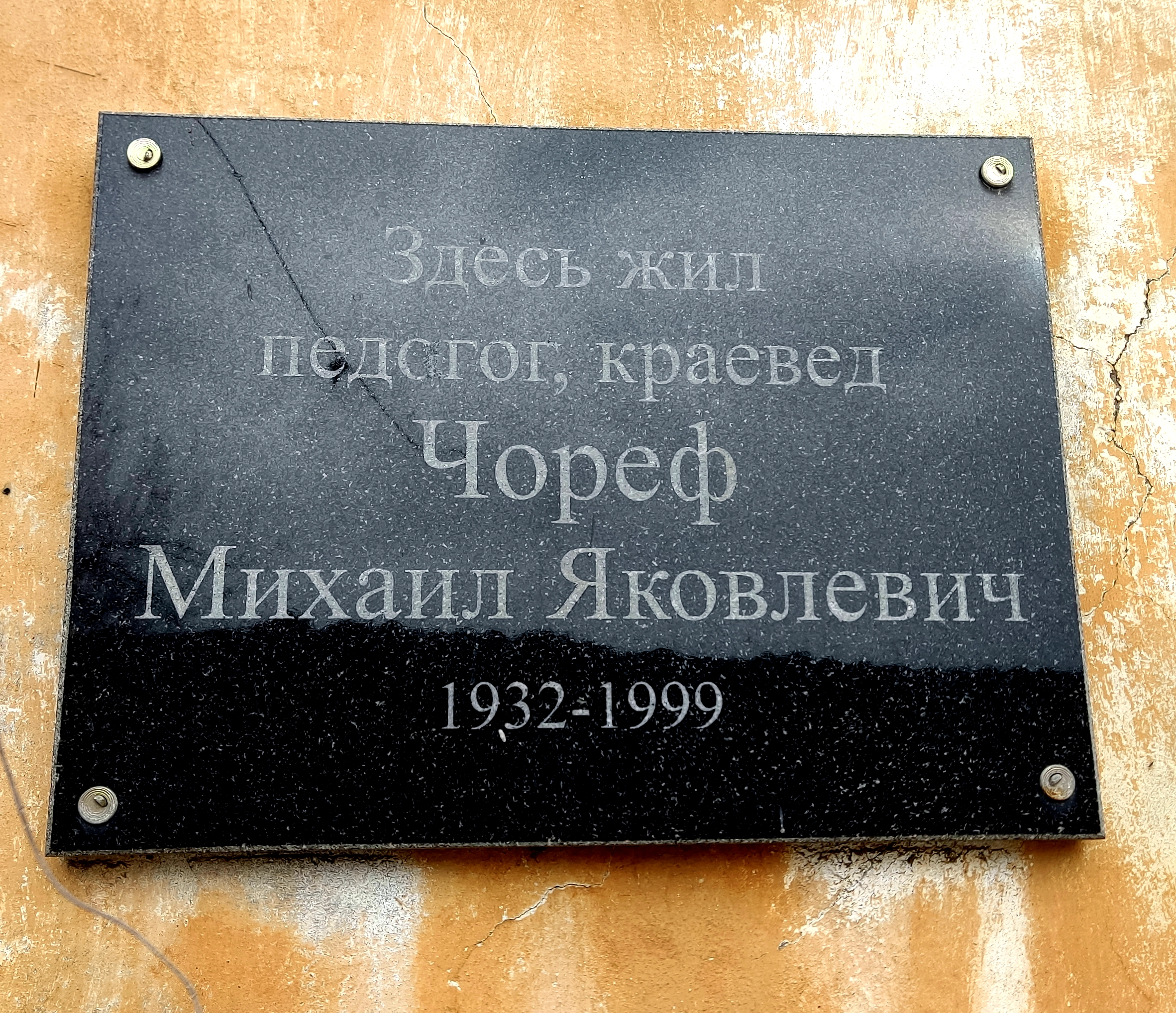
Мемориальная табличка

- Мемориальная доска, открытая 21 октября 2017 года в Бахчисарае на доме № 4 по улице Школьной, где проживал М. Я. Чореф[11][12].

### Газетные публикации
- Чореф М. Печатались на Чуфут-Кале // Крымская правда. — 1988. — 20 апрель.
- Чореф М. Эски-Керменская волчица // Крымская правда. — 1990. — 4 август.
- Чореф М. Орах-Тойу — праздник урожая // Крымская правда. — 1990. — 16 октябрь.
- Чореф М. Что мог бы поведать обезглавленный идол // Крымская правда. — 1992. — 22 сентябрь.
- Чореф М. Своими предками они считали лошадей : Интересная находка // Крымская правда. — 1993. — 10 апрель.
- М. Кырк-Ерлы [Чореф М. Я.] Бронзовые петухи и чебуреки : Караимский эпос // Слава труду : газета Бахчисарайского района. — 1993. — 20 май (№ 56 (7199)). — С. 4.
- М. Кардаш [Чореф М. Я.] Тора (Ветхий завет) и крыса : Басня // Слава труду : газета Бахчисарайского района. — 1993. — 20 май (№ 56 (7199)). — С. 4.
- Чореф М. Гимн караимов // Слава труду : газета Бахчисарайского района. — 1993. — 20 май (№ 56 (7199)). — С. 2.
- Чореф М. Екатерина II на Чуфут-Кале // Слава труду : газета Бахчисарайского района. — 1993. — 20 май (№ 56 (7199)). — С. 3.
- Чореф М. Караимские народные басни : Хорь и куры // Караимские вести. — 1995. — № 14.
- Чореф М. Старая кенаса // Караимские вести. — 1995. — № 16.
- Чореф М. Хазары Кырк-Ера (руны) // Караимские вести. — 1995. — № 18.
- Чореф М. Караимские народные басни : Тора и крыса; Осёл в гостях // Караимские вести. — 1996. — № 18.
- Чореф М. Застывшая на века охота // Караимские вести. — 1995. — № 20.
- Чореф М., Яковлев М. Эски-Керменская волчица // Караимские вести. — 1995. — № 20.
- Чореф М. Ещё одно свидетельство существования караимизма у хазар // Караимские вести. — 1996. — № 24.
- Чореф М. Я. Мышь, крыса и гадюка // Караимские вести. — 1997. — № 33.
- Чореф М. Я. Мудрость Ахмет-Акая (по мотивам фольклора крымских татар) // Караимские вести. — 1997. — № 33.
- Чореф М. Я. Караимские народные басни // Караимские вести. — 1998. — Апрель (№ 4 (37)).
- Чореф М. Я. Ходжа Насреддин, Ной и голубка (Не в укор женщинам) // Караимские вести. — 1998. — Июнь (№ 6 (39)).
- Чореф М. Я. Знаки свидетельствуют : Караимский калейдоскоп // Караимские вести. — 1998. — Июнь (№ 6 (39)).
- Чореф М. Я. Находка у села Ак-шеих : Караимский калейдоскоп // Караимские вести. — 1998. — Июль (№ 7 (40)).
- Чореф М. Я. Хазарские деньги : Караимский калейдоскоп // Караимские вести. — 1999. — Февраль (№ 2 (45)).
- Чореф М. Я. Кырк-Йер и хазары : Караимский калейдоскоп // Караимские вести. — 1999. — Март (№ 3 (46)).
- Чореф М. Я. Волшебное веретено // Караимские вести. — 2001. — Февраль (№ 2 (60)).